# María Hurtado de Mendoza
María Hurtado de Mendoza (1390 ca.-1472) fue una dama de la nobleza alavesa y vitoriana que ostentó el señorío de Mártioda y los Huetos. Financió la construcción de una parte importante del Convento de San Francisco de Vitoria.

## Progenitores y parentela
Hija primogénita de Mayor de Ayala y de Ruy Díaz de Mendoza (Almirante mayor de Castilla y Mayordomo del rey Juan II).
María formaba parte por lo tanto de dos de los linajes más prestigiosos de Castilla, el de Mendoza (en su rama de la casa de Hurtado) y el de Ayala (su abuelo materno era el canciller Pedro López de Ayala). Ambas estirpes estaban estrechamente relacionadas por lazos políticos en la Corte.

## Biografía
Debido a la temprana muerte de su padre en el año 1404, María era aún muy joven cuando se convirtió en la heredera del señorío de Mártioda y los Huetos. De hecho, en un primer momento fue su abuela Leonor de Guzmán quien ejerció como tutora y administradora de las posesiones de su nieta.
María fue una mujer pudiente que percibía anualmente una merced real de 43000 maravedís situada sobre las rentas reales de Vitoria y sus aldeas, así como otras rentas procedentes de la merindad de Allende Ebro que ascendían a más de 100000 maravedís.
También era una mujer con notable poder y prestigio, hasta el punto de que, en 1448, llegó a ser escogida como «arbitra, conponedora de paz e de abenençia» por los nobles Pedro de Abendaño (ballestero mayor del rey), Juan Hurtado (prestamero real en el Señorío de VIzcaya) y Martín Pérez de Sagarduri (arcipreste de Armentia), los cuales contendía sobre la posesión de una casa-torre situada en la calle Herrería de Vitoria.

## Matrimonios y descendencia
En 1409, se acuerdan los esponsales María con Diego García de Toledo. No obstante, el matrimonio parece que no se llevó a término debido a que Diego era pariente en cuarto grado de la propia María y era necesaria una dispensa papal que al parecer no llegó a concederse.

### Primer matrimonio
En 1417, María se casa con Diego Pérez de Sarmiento (viudo de Mencía López de Estúñiga). Ambos eran también parientes en cuarto grado, razón por la que en un principio fueron excomulgados. Sin embargo, en 1418 el pontífice Martín V revocó tal excomunión. Diego muere en 1433 sin tener descendencia con María.

### Único hijo
Sin volver a casarse, tuvo un hijo con un Juan Ortiz de Urbina, tenente de la casa-torre de Martioda, que a su vez era propiedad de la propia María. Este hijo se llamó Juan Hurtado de Mendoza y fue su único descendiente conocido.

### Segundo matrimonio
Más tarde (en una fecha desconocida, aunque siempre anterior al año 1463), María contrajo un segundo matrimonio con Juan de Mendoza quien al parecer era su tío.
Todo apunta a que este último casamiento era una formalidad más dentro de una estrategia dirigida por la propia María, que lo que quería era conseguir que su hijo, a pesar de ser un fruto extramatrimonial, fuera legalmente admitido como su heredero. Tal objetivo lo logró en 1464, fecha en que Enrique IV concedió la legitimación de Juan Hurtado de Mendoza.

## Muerte y sepultura
A pesar de que existen noticias que hablan de que en 1463 estuvo muy enferma, no fue hasta 1470 que María firmó, de propio puño y letra, su último testamento. Acabó muriendo en algún momento de 1472.

### Un panteón femenino
Según el citado codicilo, María pidió enterrarse en la capilla mayor del Convento de San Francisco de Vitoria, lugar donde reposaron sus restos hasta prácticamente el mismo momento de la demolición del propio monasterio (ca. 1930). 
En la citada capilla ya había otros sepulcros, todos ellos pertenecientes a ilustres antepasadas suyas: Berenguela López de Haro, Isabel Téllez de Castilla y Leonor de Guzmán. Este hecho resulta llamativo (sobre todo tratándose de un convento masculino) y parece indicar que, con sus tumbas allí, aquellas mujeres, no sólo buscaban la reafirmación del linaje que compartían, sino también la reivindicación del papel de sus mujeres dentro de él.
Junto a la tumba de María se podía leer la siguiente inscripción:

Aquí yace la señora Dª. María de Mendoza, señora de la casa de Mártioda, mujer que fue de Pedro López Sarmiento (sic), Repostero Mayor, no tuvo sucesión, casó en segundas nupcias con Juan de Mendoza, señor del lugar monasterial de Urrialdo, que tuvo por hijo a Juan de Mendoza, el alcayde de Sant Vicente de esta ciudad. Fue hija de Rui Díaz de Mendoza, Mayordomo del señor Rey D. Juan el II y nieto (sic) de Juan Furtado de Mendoza, Ayo y Mayordomo Mayor del Señor Príncipe. Murió año JVCCCCIO (sic).